# Aartsbisdom Mobile
Het aartsbisdom Mobile (Latijn: Archidioecesis Mobiliensis) is een rooms-katholiek aartsbisdom met als zetel Mobile, in de Amerikaanse staat Alabama. De aartsbisschop van Mobile is metropoliet van de kerkprovincie Mobile, waartoe ook de volgende suffragane bisdommen behoren:
- Biloxi
- Birmingham
- Jackson

## Geschiedenis
Het aartsbisdom werd opgericht op 29 augustus 1825, als het apostolisch vicariaat Alabama and the Floridas, uit delen van het bisdom Louisiana and the Two Floridas. Op 15 mei 1829 werd het verheven tot bisdom met de naam bisdom Mobile, en was suffragaan aan het aartsbisdom Baltimore. Op 19 juli 1850 veranderde het van kerkprovincie en werd suffragaan aan het aartsbisdom New Orleans. Op 30 april 1954 veranderde het van naam naar bisdom Mobile-Birmingham. Op 28 juni 1969 splitste het bisdom Birmingham zich af en werd het bisdom weer hernoemd naar bisdom Mobile. Op 29 juli 1980 werd het verheven tot metropolitaan aartsbisdom. 
Het aartsbisdom verloor gebied bij de oprichting van het bisdom Savannah (1850) en de afsplitsing van het bisdom Birmingham (1969).

## Parochies
Het aartsbisdom had in 2021 een oppervlakte van 59.941 km2 en telde 1.808.886 inwoners waarvan 4,8% rooms-katholiek was.

## Ordinarii

### Bisschoppen
- Michael Portier (apostolisch vicaris: 26 augustus 1825, bisdom: 15 mei 1829 - 14 mei 1859)
- John Quinlan (19 augustus 1859 - 9 maart 1883)
- Dominic Manucy (18 januari 1884 - 27 september 1884)
- Jeremiah O’Sullivan (16 juni 1885 - 10 augustus 1896)
- Edward Patrick Allen (26 januari 1897 - 21 oktober 1926)
- Thomas Joseph Toolen (28 februari 1927 - 29 september 1969; aartsbisschop op persoonlijke titel sinds 27 mei 1954)
  - Joseph Aloysius Durick (hulpbisschop: 30 december 1954 - 2 december 1963)
  - Joseph Gregory Vath (hulpbisschop: 4 maart 1966 - 29 september 1969)
- John Lawrence May (29 september 1969 - 24 januari 1980)

### Aartsbisschoppen
- Oscar Hugh Lipscomb (29 juli 1980 - 2 april 2008)
- Thomas John Rodi (2 april 2008 - heden)

## Galerij van afbeeldingen

Wapen van het aartsbisdom
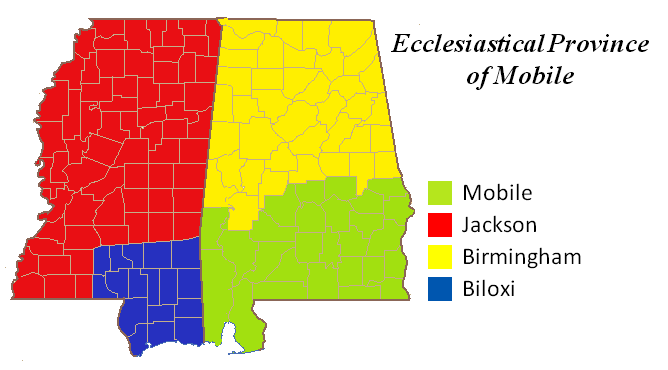
Kerkprovincie met aartsbisdom en suffragane bisdommen
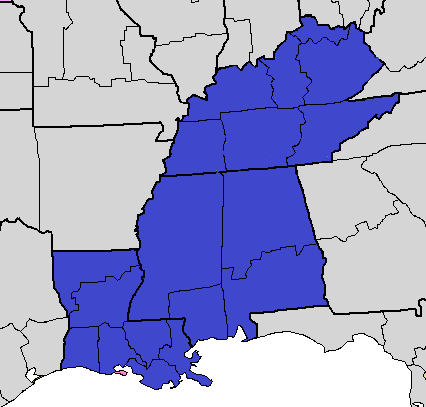
Regio V van de Amerikaanse bisschoppenconferentie
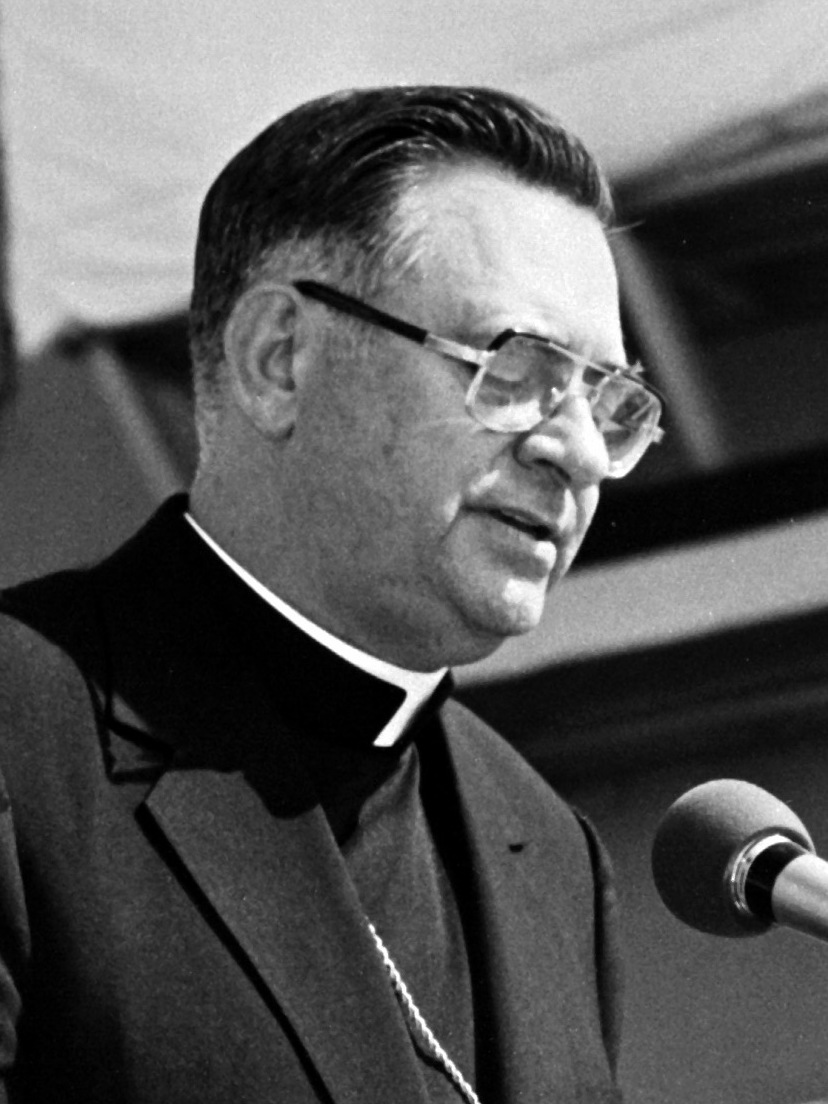
Aartsbisschop Oscar Hugh Lipscomb (1980-2008)

Mobile (aartsbisdom) · Biloxi · Birmingham · Jackson